# Liga Femenina de baloncesto 2014-15
La Liga Femenina de Baloncesto de España 2014/15 fue la 52.ª temporada de dicha competición. La fase regular se inició el 15 de octubre de 2014 y acabó el 28 de marzo de 2014. Los playoffs empezaron el 4 de abril y acabaron el 23 de abril dando el título al Spar Citylift Girona quien ganó al Perfumerías Avenida en los playoffs por 0-2, con el factor cancha en contra.

## Clubes participantes
Al final de la temporada 2013-2014, la competición se amplió de 12 a 14 equipos. GDKO Bizkaia descendió a Liga Femenina 2 y CB Ciudad de Burgos desapareció. Ascendieron Gernika Bizkaia, campeón 2013-2014 de Liga Femenina 2, junto con CB Al-Qazeres Extremadura (2º), Campus Promete (4º) y Universitario Ferrol (5º).
| Equipo                      | Ciudad            | Posición 2013-2014 |
| --------------------------- | ----------------- | ------------------ |
| Rivas Ecópolis              | Rivas-Vaciamadrid | Campeón            |
| Perfumerías Avenida         | Salamanca         | Subcampeón         |
| Gran Canaria.com            | Las Palmas        | 3º                 |
| Embutidos Pajariel Bembibre | Bembibre          | 4º                 |
| Spar Citylift Girona        | Gerona            | 5º                 |
| Cadí La Seu                 | Seo de Urgel      | 7º                 |
| IDK Gipuzkoa UPV            | San Sebastián     | 8º                 |
| Mann-Filter                 | Zaragoza          | 9º                 |
| CB Conquero Huelva Wagen    | Huelva            | 10º                |
| CD Zamarat                  | Zamora            | 11º                |
| Gernika Bizkaia             | Guernica y Luno   | Campeón LF2        |
| CB Al-Qazeres               | Cáceres           | Subcampeón LF2     |
| Campus Promete              | Logroño           | 4º LF2             |
| Universitario de Ferrol     | Ferrol            | 5º LF2             |

## Formato de competición
Los 14 equipos juegan todos contra todos a doble vuelta. Los tres primeros equipos clasificados al final de la primera vuelta junto con el anfitrión juegan la Copa de la Reina. Si el anfitrión termina entre los tres primeros, el cuarto clasificado de la liga la jugará también.
Después de la temporada regular, los cuatro primeros equipos se clasifican para playoffs, jugando semifinales y final al mejor de tres partidos. Los dos últimos equipos descienden a Liga Femenina 2.
El campeón de liga, el campeón de copa y el primer equipo clasificado al final de la temporada regular tienen garantizada su participación en competiciones europeas para la temporada 2015-2016.

## Detalles de la competición liguera

### Clasificación de la liga regular
| Pos. | Equipo                          | P.J. | P.G. | P.P. | P.F. | P.C. | Dif. | Clf.                                       |
| ---- | ------------------------------- | ---- | ---- | ---- | ---- | ---- | ---- | ------------------------------------------ |
| 1    | Perfumerías Avenida             | 26   | 24   | 2    | 1907 | 1475 | +432 | Clasifican a los Playoffs                  |
| 2    | Spar Citylift Girona            | 26   | 23   | 3    | 1887 | 1631 | +256 | Clasifican a los Playoffs                  |
| 3    | CB Conquero Huelva Wagen        | 26   | 18   | 8    | 1741 | 1563 | +178 | Clasifican a los Playoffs                  |
| 4    | Cadí La Seu                     | 26   | 18   | 8    | 1664 | 1584 | +80  | Clasifican a los Playoffs                  |
| 5    | Embutidos Pajariel Bembibre PDM | 26   | 15   | 11   | 1682 | 1646 | +36  |                                            |
| 6    | Gernika Bizkaia                 | 26   | 14   | 12   | 1840 | 1728 | +112 |                                            |
| 7    | Rivas Ecópolis                  | 26   | 12   | 14   | 1701 | 1742 | -41  | Se inscribe en LF2 para la temporada 15-16 |
| 8    | Zamarat                         | 26   | 10   | 16   | 1687 | 1794 | -107 |                                            |
| 9    | IDK Gipuzkoa UPV                | 26   | 9    | 17   | 1568 | 1726 | -158 |                                            |
| 10   | Gran Canaria 2014               | 26   | 9    | 17   | 1763 | 1849 | -86  |                                            |
| 11   | Universitario Ferrol            | 26   | 9    | 17   | 1620 | 1804 | -184 |                                            |
| 12   | Mann-Filter                     | 26   | 9    | 17   | 1657 | 1763 | -106 |                                            |
| 13   | Campus Promete                  | 26   | 6    | 20   | 1659 | 1847 | -188 | Mantiene la categoría por vacantes         |
| 14   | CB Al-Qazeres                   | 26   | 6    | 20   | 1573 | 1797 | -224 | Descenso a LF2                             |

### Tabla de resultados cruzados
| Local \ Visitante               | CAD   | PRO   | ALQ   | CON   | ZAM   | BEM   | GER   | GCA   | IDK   | MAN   | AVE   | RIV   | GIR   | FER   |
| ------------------------------- | ----- | ----- | ----- | ----- | ----- | ----- | ----- | ----- | ----- | ----- | ----- | ----- | ----- | ----- |
| Cadí La Seu                     | —     | 63–54 | 69–51 | 66–60 | 61–57 | 76–49 | 65–53 | 79–64 | 79–72 | 64–48 | 50–73 | 69–53 | 64–81 | 77–52 |
| Campus Promete                  | 66–77 | —     | 74–63 | 62–54 | 83–85 | 59–55 | 51–68 | 65–62 | 59–44 | 58–59 | 59–69 | 58–67 | 66–70 | 62–68 |
| CB Al-Qázeres                   | 54–62 | 60–72 | —     | 47–68 | 76–57 | 49–52 | 79–66 | 68–66 | 65–51 | 75–73 | 61–71 | 43–64 | 71–78 | 57–72 |
| CB Conquero Huelva-Wagen        | 78–56 | 75–66 | 86–49 | —     | 54–43 | 68–54 | 72–70 | 69–61 | 71–57 | 63–46 | 50–61 | 80–55 | 57–72 | 80–59 |
| CD Zamarat                      | 67–63 | 76–57 | 89–63 | 61–79 | —     | 51–58 | 53–68 | 53–87 | 57–47 | 72–65 | 62–89 | 64–55 | 60–67 | 81–61 |
| Embutidos Pajariel Bembibre PDM | 55–56 | 80–64 | 63–62 | 63–62 | 75–61 | —     | 63–56 | 74–56 | 65–70 | 76–61 | 67–71 | 82–64 | 70–78 | 76–66 |
| Gernika Bizkaia                 | 64–67 | 95–65 | 78–60 | 62–67 | 69–66 | 77–60 | —     | 72–55 | 79–70 | 92–72 | 63–84 | 76–61 | 59–78 | 82–83 |
| Gran Canaria 2014               | 65–68 | 89–67 | 56–67 | 60–75 | 90–76 | 75–81 | 52–92 | —     | 56–77 | 85–65 | 56–82 | 79–49 | 75–76 | 88–58 |
| IDK Gipuzkoa UPV                | 62–66 | 66–48 | 82–52 | 46–59 | 81–86 | 61–59 | 43–65 | 65–76 | —     | 39–51 | 53–89 | 62–65 | 76–64 | 55–50 |
| Mann-Filter                     | 65–46 | 81–61 | 72–67 | 79–66 | 65–58 | 69–72 | 60–69 | 97–46 | 74–83 | —     | 40–72 | 59–81 | 60–68 | 62–69 |
| Perfumerías Avenida             | 65–58 | 79–76 | 72–52 | 65–37 | 78–71 | 64–42 | 73–64 | 82–60 | 89–27 | 69–50 | —     | 67–59 | 56–64 | 89–50 |
| Rivas Ecópolis                  | 48–65 | 88–63 | 62–55 | 71–67 | 78–68 | 63–65 | 67–73 | 63–76 | 68–60 | 61–70 | 63–71 | —     | 83–78 | 65–61 |
| Spar CityLift Girona            | 68–49 | 71–63 | 82–70 | 65–72 | 70–50 | 60–56 | 85–60 | 81–72 | 78–59 | 70–49 | 75–53 | 73–70 | —     | 66–47 |
| Star Center-Uni Ferrol          | 60–49 | 83–81 | 60–57 | 67–72 | 57–63 | 47–70 | 77–68 | 48–58 | 56–60 | 81–65 | 66–74 | 58–78 | 64–69 | —     |

### Evolución en la clasificación
La tabla muestra las posiciones de cada equipo al término de cada jornada. 
| Equipo ╲ Jornada                | 1           | 2  | 3  | 4  | 5  | 6  | 7  | 8  | 9  | 10 | 11 | 12 | 13 | 14 | 15 | 16 | 17 | 18 | 19 | 20 | 21 | 22 | 23 | 24 | 25 | 26 |   |
| ------------------------------- | ----------- | -- | -- | -- | -- | -- | -- | -- | -- | -- | -- | -- | -- | -- | -- | -- | -- | -- | -- | -- | -- | -- | -- | -- | -- | -- | - |
| Equipo ╲ Jornada                | Cadí La Seu | 11 | 13 | 12 | 10 | 7  | 5  | 5  | 4  | 5  | 4  | 5  | 5  | 4  | 4  | 4  | 4  | 4  | 4  | 4  | 4  | 4  | 4  | 4  | 4  | 4  | 4 |
| Campus Promete                  | 13          | 11 | 14 | 13 | 14 | 14 | 14 | 14 | 14 | 14 | 13 | 13 | 13 | 13 | 13 | 13 | 13 | 13 | 13 | 13 | 13 | 14 | 14 | 13 | 13 | 13 |   |
| CB Al-Qázeres                   | 5           | 10 | 11 | 11 | 12 | 9  | 11 | 12 | 13 | 13 | 14 | 14 | 14 | 14 | 14 | 14 | 14 | 14 | 14 | 14 | 14 | 13 | 13 | 14 | 14 | 14 |   |
| CB Conquero Huelva-Wagen        | 12          | 9  | 5  | 3  | 3  | 4  | 3  | 2  | 2  | 2  | 2  | 3  | 3  | 3  | 3  | 3  | 3  | 3  | 2  | 3  | 3  | 3  | 3  | 3  | 3  | 3  |   |
| CD Zamarat                      | 6           | 7  | 9  | 7  | 9  | 11 | 7  | 7  | 7  | 8  | 7  | 7  | 7  | 8  | 8  | 9  | 8  | 8  | 8  | 8  | 8  | 8  | 8  | 8  | 8  | 8  |   |
| Embutidos Pajariel Bembibre PDM | 2           | 6  | 8  | 6  | 5  | 6  | 6  | 6  | 6  | 6  | 4  | 4  | 5  | 5  | 6  | 6  | 6  | 6  | 6  | 6  | 5  | 5  | 5  | 5  | 5  | 5  |   |
| Gernika Bizkaia                 | 1           | 2  | 1  | 1  | 4  | 3  | 4  | 5  | 4  | 5  | 6  | 6  | 6  | 6  | 5  | 5  | 5  | 5  | 5  | 5  | 6  | 6  | 6  | 6  | 6  | 6  |   |
| Gran Canaria 2014               | 10          | 8  | 4  | 5  | 8  | 10 | 10 | 11 | 8  | 10 | 11 | 11 | 11 | 11 | 11 | 7  | 9  | 9  | 11 | 11 | 10 | 10 | 12 | 10 | 12 | 10 |   |
| IDK Gipuzkoa UPV                | 14          | 14 | 10 | 12 | 13 | 13 | 12 | 13 | 12 | 9  | 8  | 9  | 10 | 9  | 10 | 11 | 10 | 10 | 9  | 9  | 9  | 9  | 9  | 9  | 9  | 9  |   |
| Mann-Filter                     | 3           | 3  | 6  | 8  | 6  | 8  | 9  | 9  | 11 | 12 | 12 | 12 | 12 | 12 | 12 | 12 | 12 | 12 | 12 | 12 | 12 | 12 | 11 | 12 | 11 | 12 |   |
| Perfumerías Avenida             | 8           | 5  | 3  | 4  | 2  | 2  | 2  | 1  | 1  | 1  | 1  | 1  | 1  | 2  | 2  | 2  | 2  | 2  | 1  | 1  | 1  | 1  | 1  | 1  | 1  | 1  |   |
| Rivas Ecópolis                  | 9           | 12 | 13 | 14 | 11 | 12 | 13 | 10 | 10 | 11 | 10 | 10 | 8  | 7  | 7  | 8  | 7  | 7  | 7  | 7  | 7  | 7  | 7  | 7  | 7  | 7  |   |
| Spar CityLift Girona            | 7           | 4  | 2  | 2  | 1  | 1  | 1  | 3  | 3  | 3  | 3  | 2  | 2  | 1  | 1  | 1  | 1  | 1  | 3  | 2  | 2  | 2  | 2  | 2  | 2  | 2  |   |
| Star Center-Uni Ferrol          | 4           | 1  | 7  | 9  | 10 | 7  | 8  | 8  | 9  | 7  | 9  | 8  | 9  | 10 | 9  | 10 | 11 | 11 | 10 | 10 | 11 | 11 | 10 | 11 | 10 | 11 |   |

## Play Off por el título
|  | Semifinales Al mejor de 3 partidos | Semifinales Al mejor de 3 partidos | Semifinales Al mejor de 3 partidos |                      |   | Final Al mejor de 3 partidos | Final Al mejor de 3 partidos | Final Al mejor de 3 partidos |  |
|  |                                    |                                    |                                    |                      |   |                              |                              |                              |  |
|  |                                    |                                    |                                    |                      |   |                              |                              |                              |  |
|  | 1                                  | Perfumerías Avenida                | 2                                  |                      |   |                              |                              |                              |  |
|  | 1                                  | Perfumerías Avenida                | 2                                  |                      |   |                              |                              |                              |  |
|  | 4                                  | Cadí La Seu                        | 1                                  |                      |   |                              |                              |                              |  |
|  | 4                                  | Cadí La Seu                        | 1                                  |                      | 1 | Perfumerías Avenida          | 0                            |                              |  |
|  |                                    |                                    |                                    |                      | 1 | Perfumerías Avenida          | 0                            |                              |  |
|  |                                    |                                    | 2                                  | Spar Citylift Girona | 2 |                              |                              |                              |  |
|  | 2                                  | Spar Citylift Girona               | 2                                  | Spar Citylift Girona | 2 | 2                            |                              |                              |  |
|  | 2                                  | Spar Citylift Girona               |                                    |                      |   | 2                            |                              |                              |  |
|  | 3                                  | CB Conquero Huelva-Wagen           | 0                                  |                      |   |                              |                              |                              |  |
|  | 3                                  | CB Conquero Huelva-Wagen           | 0                                  |                      |   |                              |                              |                              |  |
|  |                                    |                                    |                                    |                      |   |                              |                              |                              |  |

### Semifinales
| Equipo 1                 | Series | Equipo 2                     | 1.er partido | 2.º partido | 3.er partido |
| ------------------------ | ------ | ---------------------------- | ------------ | ----------- | ------------ |
| (1) Perfumerías Avenida  | 2–1    | Cadí La Seu (4)              | 78–60        | 67–75       | 64–51        |
| (2) Spar CityLift Girona | 2–0    | CB Conquero-Huelva Wagen (3) | 56–52        | 54–72       | —            |

Partido 1
| 4 de abril de 2015                      | Perfumerías Avenida                               | 78–60                                 | Cadí La Seu                                        | Salamanca                                                                                                   |  |  |
| 18:00                                   | Parciales: 22–21, 13–14, 13–15, 30–10             | Parciales: 22–21, 13–14, 13–15, 30–10 | Parciales: 22–21, 13–14, 13–15, 30–10              | |  |  |
|                                         | Estadísticas Režan 20 Režan 12 Ferrari 5 Režan 29 | Reporte Pts Reb Asts Val              | Estadísticas 13 Abdelkader 7 Madu 2 Suárez 11 Madu | Pabellón: Pabellón municipal de Würzburg Árbitros: Carlos Javier García León José María Terreros San Miguel |  |  |
| Perfumerías Avenida lidera la serie 1-0 |                                                   |                                       |                                                    | |  |  |
|                                         |                                                   |                                       |                                                    | |  |  |

| 5 de abril de 2015                       | Spar CityLift Girona                                 | 56–52                                 | CB Conquero-Huelva Wagen                                   | Gerona                                                                                                |  |  |
| 19:00                                    | Parciales: 10–10, 15–19, 21–12, 10–11                | Parciales: 10–10, 15–19, 21–12, 10–11 | Parciales: 10–10, 15–19, 21–12, 10–11                      | |  |  |
|                                          | Estadísticas Gidden 20 Ibekwe 11 Jordana 5 Gidden 31 | Reporte Pts Reb Asts Val              | Estadísticas 14 Davis 7 Davis 3 Asurmendi, Pascua 16 Davis | Pabellón: Pabellón municipal Gerona-Fontajau Árbitros: Susana Gómez López Francisco José Zafra Guerra |  |  |
| Spar CityLift Girona lidera la serie 1-0 |                                                      |                                       |                                                            | |  |  |
|                                          |                                                      |                                       |                                                            | |  |  |

Partido 2
| 8 de abril de 2015 | Cadí La Seu                                   | 75–67                                 | Perfumerías Avenida                                    | Seo de Urgel                                                                           |  |  |
| 20:15              | Parciales: 15–19, 19–17, 24–18, 17–13         | Parciales: 15–19, 19–17, 24–18, 17–13 | Parciales: 15–19, 19–17, 24–18, 17–13                  |                                                                                        |  |  |
|                    | Estadísticas Abdelkader 15 Gil 9 Gil 3 Gil 23 | Reporte Pts Reb Asts Val              | Estadísticas 16 Fernández 9 Robinson 7 Xargay 16 Režan | Pabellón: Palau Municipal d'Esports Árbitros: Jorge Muñoz García Javier Torres Sánchez |  |  |
| Serie empatada 1-1 |                                               |                                       |                                                        |                                                                                        |  |  |
|                    |                                               |                                       |                                                        |                                                                                        |  |  |

| 9 de abril de 2015                     | CB Conquero-Huelva Wagen                                      | 49–66                               | Spar CityLift Girona                                         | Huelva                                                                                                   |  |  |
| 21:00                                  | Parciales: 9–18, 12–11, 8–14, 20–23                           | Parciales: 9–18, 12–11, 8–14, 20–23 | Parciales: 9–18, 12–11, 8–14, 20–23                          | |  |  |
|                                        | Estadísticas Asurmendi, Elonu 10 Elonu 7 Asurmendi 5 Elonu 18 | Reporte Pts Reb Asts Val            | Estadísticas 22 Ibekwe 10 Ibekwe, Gidden 5 Jordana 24 Ibekwe | Pabellón: Polideportivo Andrés Estrada Árbitros: Juan Pedro Morales García-Alcaide Raúl Zamorano Sánchez |  |  |
| Spar CityLift Girona gana la serie 2-0 |                                                               |                                     |                                                              | |  |  |
|                                        |                                                               |                                     |                                                              | |  |  |

Partido 3
| 11 de abril de 2015                   | Perfumerías Avenida                                            | 64–51                                | Cadí La Seu                                                | Salamanca                                                                                              |  |  |
| 18:00                                 | Parciales: 19–15, 16–17, 16–10, 13–9                           | Parciales: 19–15, 16–17, 16–10, 13–9 | Parciales: 19–15, 16–17, 16–10, 13–9                       | |  |  |
|                                       | Estadísticas Fernández, Robinson 14 Režan 10 Xargay 8 Režan 19 | Reporte Pts Reb Asts Val             | Estadísticas 14 Pérez 4 cuatro jugadoras 3 Suárez 10 Pérez | Pabellón: Pabellón municipal de Würzburg Árbitros: Juan Manuel Uruñuela Uruñuela Asier Quintas Álvarez |  |  |
| Perfumerías Avenida gana la serie 2-1 |                                                                |                                      |                                                            | |  |  |
|                                       |                                                                |                                      |                                                            | |  |  |

### Final
| Equipo 1                | Series | Equipo 2                 | 1.er partido | 2.º partido | 3.er partido |
| ----------------------- | ------ | ------------------------ | ------------ | ----------- | ------------ |
| (1) Perfumerías Avenida | 0–2    | Spar CityLift Girona (2) | 70–85        | 52–72       | —            |

Partido 1
| 18 de abril de 2015                      | Perfumerías Avenida                                       | 70–85                                 | Spar CityLift Girona                                  | Salamanca                                                                                           |  |  |
| 19:30                                    | Parciales: 19–21, 15–20, 15–26, 21–18                     | Parciales: 19–21, 15–20, 15–26, 21–18 | Parciales: 19–21, 15–20, 15–26, 21–18                 | |  |  |
|                                          | Estadísticas Robinson 17 Robinson 14 Xargay 5 Robinson 24 | Reporte Pts Reb Asts Val              | Estadísticas 21 Jordana 12 Ibekwe 5 Ibekwe 31 Jordana | Pabellón: Pabellón municipal de Würzburg Árbitros: Germán Morales Ruiz Enrique Miguel López Herrada |  |  |
| Spar CityLift Girona lidera la serie 1-0 |                                                           |                                       |                                                       | |  |  |
|                                          |                                                           |                                       |                                                       | |  |  |

Partido 2
| 23 de abril de 2015                    | Spar CityLift Girona                                 | 72–54                                 | Perfumerías Avenida                                    | Gerona |  |  |
| 19:30                                  | Parciales: 22–16, 19–12, 17–10, 14–16                | Parciales: 22–16, 19–12, 17–10, 14–16 | Parciales: 22–16, 19–12, 17–10, 14–16                  | |  |  |
|                                        | Estadísticas Ibekwe 22 Ibekwe 10 Jordana 9 Ibekwe 27 | Reporte Pts Reb Asts Val              | Estadísticas 13 Xargay 9 Robinson 3 Fernández 10 Režan | Pabellón: Pabellón municipal Gerona-Fontajau Árbitros: Ángel de Lucas de Lucas Francisco Javier Bravo Loroño |  |  |
| Spar CityLift Girona gana la serie 2-0 |                                                      |                                       |                                                        | |  |  |
|                                        |                                                      |                                       |                                                        | |  |  |

## Postemporada
- Campeonas de la Liga Femenina 2014-15: Spart Citylift Girona (1er título).
- Campeonas de la Copa de la Reina 2015: Perfumerías Avenida (5º título).
- Campeonas de la Supercopa 2014: Perfumerías Avenida (5º título).
- Clasificadas para Euroliga 2015-16: Spart Citylift Girona y Perfumerías Avenida.
- Clasificadas para Eurocup 2015-16: ningún equipo participa en esta competición la siguiente temporada.
- Descendidas a Liga Femenina 2 2015-16:  Club Baloncesto Al-Qázeres y Rivas Ecópolis (por renuncia).[2]
- Ascendidas de Liga Femenina 2 2014-15:  CREF ¡Hola! y Añares Rioja ISB (por vacantes).[3]